# Chrząszcze wodne
Chrząszcze wodne (Coleoptera aquatica) – ekologiczna grupa owadów wodnych z rzędu Coleoptera (chrząszcze), żyjących w środowisku wodnym. W rozwoju filogenetycznym kilka linii niezależnie od siebie przystosowało się do życia w środowisku wodnym.
Do chrząszczy wodnych zalicza się m.in.:
- pływakowate (Dytiscidae)
- kałużnicowate (Hydrophilidae)
- dierożnicowate (Dryopidae)
- krętakowate (Gyrynidae)
- flisakowate (Haliplidae)
- mokrzelicowate (Hygrobiidae)